# Marguerite Alibert
Marguerite Alibert, dite Maggie Meller, né le 9 décembre 1890 à Paris 14e et morte le 2 janvier 1971 à Neuilly-sur-Seine, également connue sous le nom de la princesse Fahmy. Courtisane française, elle se marie avec un aristocrate égyptien Ali Kamel Fahmy Bey qu'elle assassine en 1923 à l'hôtel Savoy à Londres. Malgré des preuves accablantes, elle sera acquittée lors du procès à Old Bailey.

## Biographie
Marie Marguerite Alibert est née le 9 décembre 1890 à Paris d'un père cocher et d'une mère femme de ménage. À l'âge de seize ans, elle devient enceinte et donne naissance à une fille, Raymonde. Au cours des huit à dix années suivantes, Marguerite Alibert mène une vie itinérante jusqu'à ce qu'elle rencontre une propriétaire qui dirige une maison close destinée à une clientèle de haute société. Alibert devint une courtisane côtoyant une clientèle de la haute-bourgeoisie.
En 1917, elle rencontre le prince de Galles (plus tard Édouard VIII) à l'Hôtel de Crillon à Paris. À l'époque, Édouard VIII était en France en tant qu'officier des Grenadier Guards  pendant la Première Guerre mondiale. À la fin de la guerre, la relation est rompue. Elle se marie par la suite avec un Français : leur union durera moins d'un an.
En juillet 1922, elle rencontre un aristocrate égyptien Ali Kamel Fahey Bey, alors âgé de 22 ans et de 10 ans son cadet. Leur union est officialisée en janvier 1923.
Le 1er juillet 1923, le couple arrive à Londres pour des vacances à l'hôtel Savoy. Après une soirée à l'opérette, le couple dîne et retourne dans la suite de l'hôtel. Pendant la nuit du 10 juillet à 2h30 du matin, Marguerite Alibert tire avec un pistolet à plusieurs reprises par derrière sur son mari, le touchant au cou, au dos et à la tête avec un pistolet Browning semi-automatique de calibre 32. La victime est transportée à l’hôpital de Charing Cross, mais meurt rapidement.
Le procès commence le 10 septembre 1923. Marguerite Alibert est défendue par Edward Marshall Hall (en), l'un des avocats britanniques les plus célèbres de cette époque, qui plaide la légitime défense en présentant sa cliente comme victime de la « brutalité et de la bestialité  de son mari oriental ». Le juge du procès rejette toute mention du passé de Marguerite Alibert en tant que courtisane, en veillant à ce que le nom du prince de Galles ne soit jamais mentionné durant le procès. Dans le même temps, Ali Kamel Fahey Bey Fahey est décrit comme « un monstre de dépravation et de décadence orientales, dont les goûts sexuels indiquaient un sadisme amoral envers son épouse européenne sans défense ». À l'issue du procès, Marguerite Alibert est acquittée de toutes les accusations.
Après le procès, Marguerite Alibert entame des poursuites judiciaires contre la famille de son défunt mari dans le but de revendiquer ses biens. Un tribunal égyptien rejète le verdict rendu à Old Bailey et sa demande. Elle meurt en 1971 à Paris.
Dans son ouvrage intitulé The Prince, the Princess and the Perfect Murder, l'avocat et ancien juge britannique Andrew Rose établit une enquête à partir des témoignages du petit-fils de Marguerite Alibert. L'auteur avance que l'entourage du prince de Galles aurait entamé les négociations immédiatement après son arrestation, craignant que celle-ci ne révèle des correspondances intimes avec le prince pouvant ternir l'honneur et la réputation de la famille royale,.